# زنامينسك

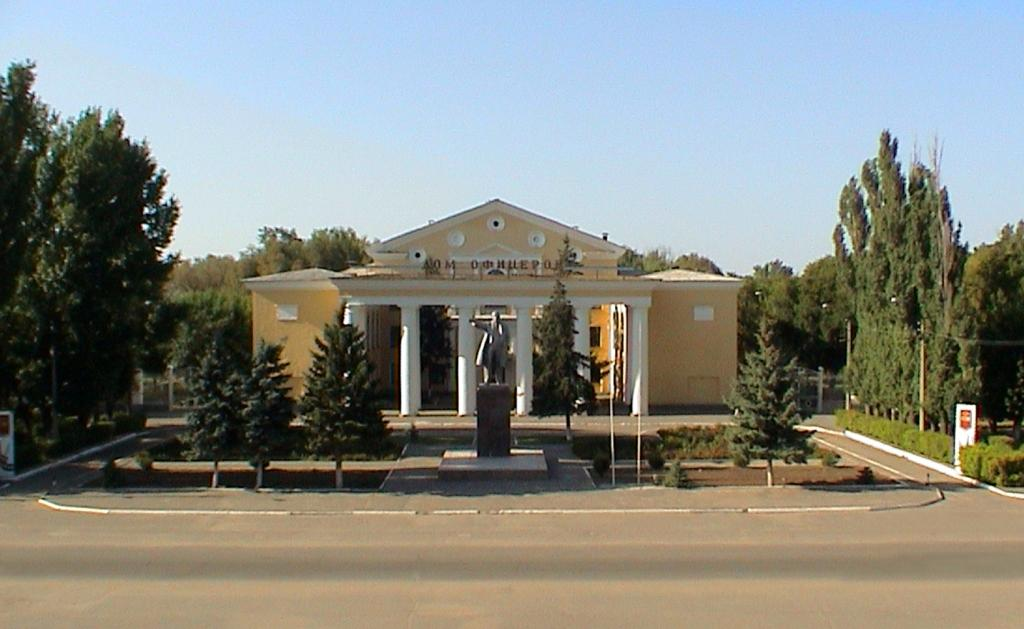

زنامينسك (بالروسية: Знаменск) هي إحدى مدن روسيا في الكيان الفدرالي الروسي أستراخان أوبلاست.